# Liczi chińskie
Liczi chińskie (chiń. 荔枝 lìzhī; ang. lychee, leetchee), zwane także śliwką chińską, liczi lub bliźniarką smaczną (Litchi chinensis Sonn.) – gatunek drzew tropikalnych z rodziny mydleńcowatych (Sapindaceae), jedyny przedstawiciel rodzaju liczi (Litchi). Pochodzi z rejonu Kambodży, Wietnamu i Filipin, ale jest uprawiany w wielu krajach o ciepłym klimacie. Pierwszym Europejczykiem, który opisał liczi, był polski jezuita Michał Boym (w swojej Florze sinensis).

## Systematyka
Liczi chińskie zostało opisane naukowo w 1782 roku przez francuskiego przyrodnika Pierre'a Sonnerata (1748–1814) w książce „Voyage aux Indes orientales et à la Chine, fait par ordre du Roi, depuis 1774 jusqu'en 1781”.
Pozycja systematyczna według APweb (2001...)
Jest to takson monotypowy należący do podrodziny Sapindoideae, rodziny mydleńcowatych (Sapindaceae  Juss.), rzędu mydleńcowców (Sapindales) Dumort., kladu różowych (rosids).

## Morfologia

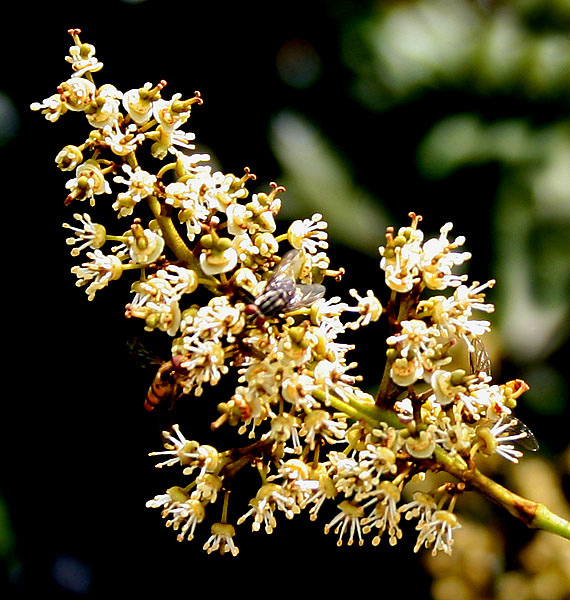
Kwiatostan

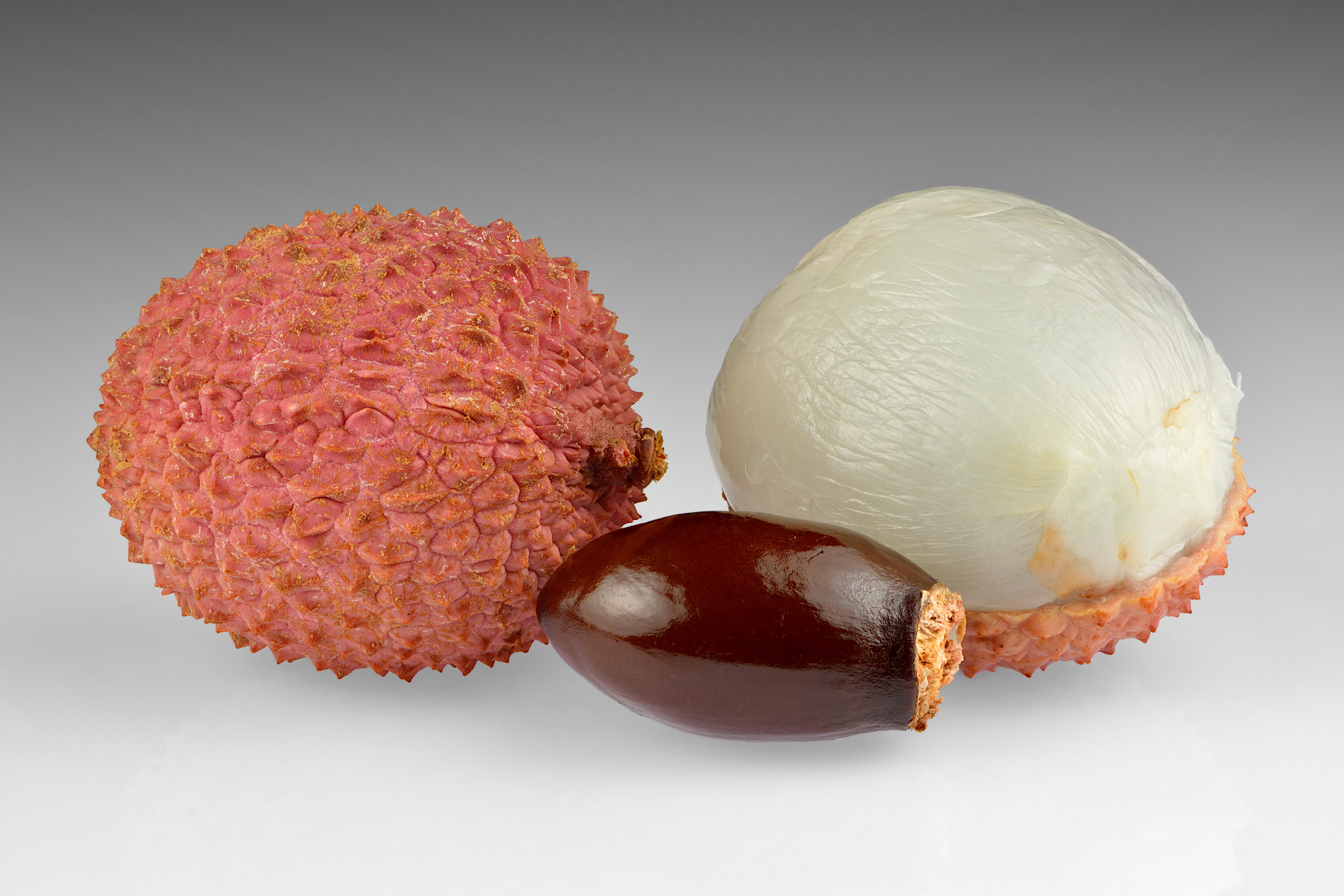
Owoce i nasiono

PokrójDługowieczne, zimozielone drzewo średniej wielkości (do 9 m wysokości).
LiściePierzaste, złożone z 2-4 par lancetowatych i całobrzegich listków.
KwiatyDrobne, żółtozielonkawe, w szczytowych, dużych wiechach. Mają 4-5 ząbkowy okwiat, 1 słupek i 6-8 pręcików.
OwocePodłużne, kuliste lub lekko stożkowate owoce są zebrane w grona po 2–20. Z wyglądu przypominają owoce maliny lub truskawki. Brązowo-czerwona skórka jest cienka, stwardniała i łamliwa, pokryta stożkowatymi wyrostkami. Pod skórką znajduje się kremowa, jadalna osnówka, otaczająca jedno podłużne nasiono. U odmian uprawnych nasiono bywa słabo wykształcone.

## Zastosowanie
- Roślina uprawna: roślina uprawiana w południowych Chinach od ponad 2000 lat. Obecnie uprawiana jest także w Azji Południowowschodniej, Indiach, południowej Japonii, wschodniej Australii a także w USA (Floryda i Hawaje), południowej Afryce i Oceanii. Owoce wymagają szybkiego transportu, gdyż dojrzewają tylko na drzewach, a zbierane są w pełni dojrzałości. Są nietrwałe, przechowywane w temperaturze pokojowej zaczynają psuć się już po 2-3 dniach. Tylko niektóre odmiany można przechowywać w chłodniach do 10 tygodni.
- Sztuka kulinarna: owoce liczi są wykorzystywane w kuchni. Z owoców, po usunięciu skórki i nasiona, robi się kompoty i syrop. Można je też zamrażać. Ususzone w całości są nazywane „orzeszkami liczi”. Jadane są także na surowo. Można je dodawać do sałatek owocowych, podawać z likierem, śmietaną lub lodami. W Chinach są suszone na podobieństwo rodzynek.
  - Wartość odżywcza w 100 g owoców:
    - 71 kcal
    - 0,9 mg białka
    - 16 g węglowodanów (tyle samo glukozy i fruktozy)
    - 50 mg witaminy C
    - sole mineralne
    - kwas jabłkowy